# بورك (فيرمونت)
بورك (بالإنجليزية: Burke, Vermont)‏ هي بلدة تقع بولاية فيرمونت في الولايات المتحدة. تأسست عام 1782، تبلغ مساحتها 88.1 (كم²)، وترتفع عن سطح البحر 313 م، بلغ عدد سكانها 1753 نسمة في عام 2010 حسب إحصاء مكتب تعداد الولايات المتحدة وتصل الكثافة السكانية فيها 20 نسمة/كم2.

## وصلات خارجية
- www.burkevermont.org
- The US50 - Cities and Towns in Vermont State
- Vermont Cities and Towns, Facts, Map, Flag, Colleges, Government, and More